# ازورا پی. استیرنز
ازورا پی. استیرنز (به انگلیسی: Ozora P. Stearns) سناتور سابق عضو حزب جمهوری‌خواه ایالات متحده آمریکا بود. وی در سال ۱۸۷۱ میلادی سناتور ایالت مینه‌سوتا در سنای ایالات متحده آمریکا بود.